# Staraja gvardija
Staraja gvardija (Старая гвардия) è un film del 1941 diretto da Sergej Apollinarievič Gerasimov.